# Tillandsia ilseana
Tillandsia ilseana är en gräsväxtart som beskrevs av W.Till, Halbritter och Zecher. Tillandsia ilseana ingår i släktet Tillandsia och familjen Bromeliaceae. Inga underarter finns listade i Catalogue of Life.